# ГЕС Сен-Дальма-де-Тенд
ГЕС Сен-Дальма-де-Тенд (фр. Saint-Dalmas-de-Tende) — гідроелектростанція на південному сході Франції. Входить до каскаду ГЕС у сточищі річки Руайа, яка дренує Приморські Альпи та впадає у Середземне море вже на території Італії (поміж Ніццею та Санремо). При цьому вона знаходиться між ГЕС Mesce (на Torrent-de-Bieugne, правій притоці Руайа) та ГЕС Paganin (на самій Руайа).
Ресурс для роботи станції надходить із водосховища Mesce, спорудженого на щойно згаданій Torrent-de-Bieugne нижче від станції Mesce. Воно має об'єм 1,06 млн м3 та утримується гравітаційною греблею із бетонних та мурованих елементів висотою 77 метрів, довжиною 145 метрів та товщиною від 5 до 52 метрів, на спорудження якої пішло 117 тис. м3 матеріалу.
Машинний зал станції розташований за 5,5 км від греблі на правому березі Руайа, дещо нижче від впадіння Torrent-de-Bieugne. При спорудженні станції у 1910-х роках його обладнали п'ятьма гідроагрегатами із турбінами типу Пелтон, два з яких виробляли однофазний струм частотою 16,7 Гц для потреб італійської залізниці. У 1956 році останні замінили на четвертий агрегат, що виробляє трифазний струм 50 Гц. В сукупності турбіни станції мають потужність у 49,8 МВт та при напорі 724 метри забезпечують виробництво 123 млн кВт-год електроенергії на рік.